# Tulbaghia verdoornia
Tulbaghia verdoornia es una especie de planta perteneciente a la familia de las amarilidáceas. Es originaria de Sudáfrica donde se distribuye por la Provincia del Cabo. 

## Descripción
Es una planta perenne, herbácea, que alcanza un tamaño de  0.15 - 0.3 m de altura.  Se encuentra a una altitud de hasta 380 m en Sudáfrica.

## Taxonomía
Tulbaghia verdoornia fue descrita por Vosa & R.B.Burb. y publicado en Annali di Botanica 34: 101. 1975[1977].
Etimología
Tulbaghia: nombre genérico que fue nombrado en honor de Ryk Tulbagh (1699-1771), que fue gobernador en el Cabo Buena Esperanza.
verdoornia: epíteto
Sinonimia
- Tulbaghia carnosa R.B.Burb.[4][5]